# Calvin Davis
Calvin Davis (* 2. April 1972 in Eutan; † 1. Mai 2023) war ein US-amerikanischer Leichtathlet, der sich auf den 400-Meter-Hürdenlauf spezialisiert hatte.

## Sportliche Laufbahn
Er war zunächst kein Hürdensprinter, sondern trat hauptsächlich im gewöhnlichen 400-Meter-Lauf an. Bei den Hallenweltmeisterschaften 1995 in Barcelona war er Mitglied der US-amerikanischen 4-mal-400-Meter-Staffel. Gemeinsam mit Rod Tolbert, Tod Long und Frankie Atwater gewann er die Goldmedaille in 3:07,37 min vor den Mannschaften aus Italien und Japan.
Da er aber international keine herausragenden Resultate als Einzelstarter erzielen konnte, riet ihm sein damaliger Trainer Steve Silvey, auf den Hürdenlauf umzusatteln. Nach anfänglichen Zweifeln nahm er im Winter 1995 schließlich das Hürdentraining auf. Der Übergang gelang Davis so gut, dass er sich bereits nach wenigen Monaten als Dritter der US-amerikanischen Ausscheidungswettkämpfe für die Olympischen Spiele 1996 in Atlanta qualifizieren konnte. Dort gewann er in 47,96 s überraschend die Bronzemedaille hinter seinem Landsmann Derrick Adkins und Samuel Matete aus Sambia.
In der Folge konnte Davis jedoch nicht mehr an seine Form aus der Olympiasaison anknüpfen. 2001 gelang es ihm noch einmal, sich für die Weltmeisterschaften in Edmonton zu qualifizieren. Dort schied er jedoch in der Halbfinalrunde aus.
Calvin Davis war 1,83 m groß und wog zu seiner aktiven Zeit 79 kg.

## Bestleistungen
- 400 m: 45,04 s, 1993
- 400 m Hürden: 47,91 s, 31. Juli 1996, Atlanta